# Massacre d'animaux de compagnie au Royaume-Uni en 1939
Le massacre d'animaux de compagnie au Royaume-Uni en 1939 désigne une séquence de l'histoire britannique durant laquelle 750 000 animaux de compagnie ont été tués en 1939 au Royaume-Uni au tout début de la Seconde Guerre mondiale en prévention des pénuries alimentaires qui s'annonçaient.

## Contexte

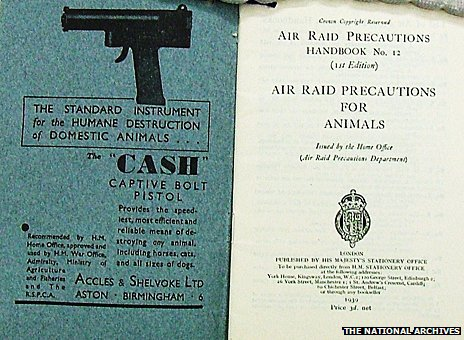
Le document officiel recommandant d'euthanasier les animaux de compagnie.

En 1939, alors que s'annonce la guerre contre l'Allemagne nazie et les bombardements de Londres, le gouvernement britannique crée le National Air Raid Precautions Animals Committee, qui réunit l'ensemble des associations de protection des animaux, chargé de décider ce qu'il faut faire des animaux de compagnie,. Le comité craint que lorsque le gouvernement serait dans la nécessité de rationner la nourriture, les propriétaires d'animaux de compagnie ne soient obligés de partager leur ration avec des animaux peu essentiels à l'effort de guerre ou de les laisser s'affamer et donc souffrir. C'est pourquoi le NARPAC publie un dépliant intitulé « Advice to Animal Owners » (litt. : Conseil pour les propriétaires d'animaux). Dans cette brochure, il est suggéré de conduire les animaux de compagnie hors des grandes villes vers la campagne,. Elle se termine en établissant qu'en cas d'impossibilité de les faire garder, le plus acceptable serait de les euthanasier, présentant cet acte comme un geste de compassion. La brochure est diffusée largement, notamment dans les journaux, et contient également une publicité pour un pistolet d'abattage qui pouvait être utilisé pour tuer l'animal de sorte à lui infliger le moins de douleur possible,.

## Conséquences
Il est estimé qu'environ 750 000 animaux de compagnie ont été tués lors de cette période. Après s'être remis de la peur des bombardements allemands et du manque de nourriture, les propriétaires regrettent leur sacrifice et accusent le gouvernement d'avoir déclenché une hystérie.
En 2017, l'historienne Hilda Kean (en) publie un livre intitulé The Great Cat and Dog Massacre (en) (soit Le Grand Massacre des chats et chiens) dans lequel elle relate historiquement la tragédie.